# Hameur Bouazza
Hameur Bouazza (în arabă عامر بوعزة; n. 22 februarie 1985) este un jucător francez născut din părinți algerieni, care în prezent joacă la clubul Red Star F.C. și la echipa națională de fotbal a Algeriei.
El deobicei joacă ca aripă stângă dar poate evolua și pe partea dreaptă.
Cea mai mare parte a carierei sale a jucat în Anglia, dar a mai jucat și în Turcia și Franța.

## Începutul
Bouazza s-a născut în Évry, Franța unde a copilărit cu părinții și cu două surori și doi frați. În octombrie 2005 într-un interviu a declarat: "Câteodată nu mergeam la școală pentru că tot ce voiam era doar să joc fotbal. Am început să joc la 9 ani și la 15 am semnat cu Auxerre. Nu a mers prea bine așa că m-am întors acasă."

## Cariera de club

### Watford
În 2003, la vârsta de 16 ani, Bouazza s-a mutat la Watford, deoarece a câștigat o bursă pentru o perioadă limitată.
El a debutat la prima echipă în 2004 când a intrat în minutul 88 în egalul 2-2 cu Sunderland. O săptămână mai târziu a înscris în victoria 2-0 contra Preston North End. El a apărut în total de 9 ori în sezonul 2003-04. Sezonul următor a strâns 28 de meciuri în ligă și 8 în cupă, înscriind de 3 ori. În sezonul 2005-06 a fost pus în umbră de către Darius Henderson, Marlon King, Ashley Young, însă chiar și așa a strâns 19 meciuri și a înscris de 3 ori.
La 6 octombrie 2006 a fost împrumutat pentru un an în League One la Swindon Town, unde a jucat 15 meciuri și a înscris 3 goluri.

### Fulham
Pe 8 august 2007, Bouazza s-a transferat la echipa din Premier League, Fulham, semnând un contract valabil pe 4 ani și un salariu de 3 milioane de lire sterline (sumă care poate ajunge la 4 milioane în funcție de performanțele jucătorului). În primul său sezon "londonez" a strâns 22 de meciuri și a marcat un gol.
Sezonul următor a fost împrumutat la echipa din eșalonul secund, Charlton Athletic. După 27 de meciuri cei de la Fulham i-au reziliat contractul de împrumutat iar apoi l-au împrumutat la Birmingham City. La "albaștrii" a jucat de 16 ori ajutând-o la promovare.

### Sivasspor
La 18 august a semnat un contract cu gruparea turcă Sivasspor, unde a jucat un meci după care a plecat de la echipă, declarând că el nu dorește să joace în Turcia.

### Blackpool
Pe 1 septembrie 2009 a semnat un contract cu gruparea engleză Blackpool, semnând un contract valabil pe un an cu opțiune de prelungire. A debutat în înfrângerea 1-2 cu Leicester City. Primul său gol a venit în victoria 2-0 contra celor de la Peterborough United. Acest gol a fost votat de către fani cel mai frumos gol din Anglia în anul 2009.

### Milwall
La 28 ianuarie 2011 Bouazza a fost împrumutat de către AC Arles-Avignon la Milwall F.C. până la sfârșitul sezonului. El și-a făcut debutul pe 19 februarie. A înscris din lovitură liberă la 10 minute după ce a fost introdus în eșecul 2-3 cu Middlesbrough.

## Cariera internațională

### Începutul
Născut în Franța el a primit aprobarea federației algeriene să joace pentru Algeria. El a declarat:"Am crescut la Paris, însă eu întotdeauna m-am considerat algerian. Toate rudele mele sunt de acolo."
Debutul l-a făcut la 7 februarie 2007 într-un meci cu Libia și primul gol l-a înscris în noiembrie în victoria 3-2 cu Mali.

### Calificările pentru Cupa Mondială 2010 și Cupa Africii 2010
După o serie de meciuri, echipa națională a Algeriei a reușit calificarea la Cupa Africii.
Pe 13 noiembrie echipa a ajuns la Cairo pentru meciul decisiv pentru calificarea la Cupa Mondială , însă ei au pierdut și astfel au pierdut și calificarea.

### Cupa Africii 2010
La Cupa Africii din 2010 desfășurată în Angola echipa Algeriei s-a calificat în semi-finale terminând pe locul 4.